# Rajd RAC 1958
Rajd RAC 1958 (15. RAC international Rally of Great Britain) – 15. edycja rajdu samochodowego Rajd RAC rozgrywanego w Wielkiej Brytanii. Rozgrywany był od 11 do 15 marca 1958 roku. Była to trzecia runda Rajdowych Mistrzostw Europy w roku 1958.

## Klasyfikacja rajdu
| Miejsce                      | Kierowca                     | Pilot                        | Samochód                     | Czas                         | Strata                       |                              |
| Klasyfikacja generalna i ERC | Klasyfikacja generalna i ERC | Klasyfikacja generalna i ERC | Klasyfikacja generalna i ERC | Klasyfikacja generalna i ERC | Klasyfikacja generalna i ERC | Klasyfikacja generalna i ERC |
| ---------------------------- | ---------------------------- | ---------------------------- | ---------------------------- | ---------------------------- | ---------------------------- | ---------------------------- |
| 1.                           | Peter Harper                 | Bill Deane                   | Sunbeam Rapier               | 10:52                        | 0.0                          |                              |
| 2.                           | Ron Gouldbourn               | Stuart Turner                | Standard Pennant             | 19:39                        | +8:47                        |                              |
| 3.                           | Tom Gold                     | Willy Cave                   | Standard Pennant             | 20:31                        | +9:39                        |                              |
| 4.                           | Pat Moss-Carlsson            | Ann Wisdom-Riley             | Morris Minor                 | 24:34                        | +13:42                       |                              |
| 5.                           | Wilfred Wadham               | P.C. Wadham                  | Morris Minor                 | 29:49                        | +18:57                       |                              |
| 6.                           | Cyril Corbishley             | Phil Simister                | Standard Pennant             | 31:59                        | +21:07                       |                              |
| 7.                           | Eric Brinkman                | J. Spurgeon                  | Jaguar Mk1 3.4               | 34:44                        | +23:52                       |                              |
| 8.                           | B.A.T. Clark                 | Douglas Johns                | Riley 1.5                    | 36:20                        | +25:28                       |                              |
| 9.                           | D.A. Smith                   | J. Tymon                     | Fiat 1100                    | 37:24                        | +26:32                       |                              |
| 10.                          | Kenneth Lee                  | A.J. Sinclair                | Riley 1.5                    | 40:07                        | +29:15                       |                              |